# Limnophora leptosternita
Limnophora leptosternita este o specie de muște din genul Limnophora, familia Muscidae, descrisă de Tong, Xue și Wang în anul 2004. Conform Catalogue of Life specia Limnophora leptosternita nu are subspecii cunoscute.